# Zoltan Crișan
Zoltan „Zoli“ Crișan (* 3. Mai 1955 in Oradea; † 14. Oktober 2003 in Craiova, Kreis Dolj) war ein rumänischer Fußballspieler und -trainer. Der Mittelfeldspieler bestritt 304 Spiele in der höchsten rumänischen Fußballliga, der Divizia A (heute Liga 1).

## Karriere

### Verein
Zoltan Crișan begann mit dem Fußballspielen 1969 bei Minerul Baia Mare und rückte im Jahr 1973 in die erste Mannschaft auf, die seinerzeit in der Divizia B spielte. Am Ende der Saison wechselte er zum amtierenden Meister Universitatea Craiova in die höchste rumänische Spielklasse, die Divizia A. Am 11. August 1974 kam er dort im Auswärtsspiel bei Universitatea Cluj zu seinem ersten Einsatz. Mit Universitatea Craiova gewann Crișan in den Jahren 1977 und 1978 zweimal den rumänischen Pokal. Nach der Meisterschaft 1980 holte er ein Jahr später das Double aus Meisterschaft und Pokalsieg. Während es im Europapokal der Landesmeister und im Europapokal der Pokalsieger für Uni Craiova nicht viel zu holen gab, erreichte der Klub im UEFA-Pokal 1982/83 das Halbfinale und damit das bis dahin erfolgreichste Abschneiden eines rumänischen Vereins. Im selben Jahr gewann Crișan noch einmal den rumänischen Pokal.
Im Sommer 1984 verließ Crișan nach zehn erfolgreichen Jahren Craiova und wechselte in seine Heimatstadt zum FC Bihor Oradea, nachdem er zuletzt nicht mehr regelmäßig eingesetzt worden war. Schon in der Winterpause verließ er Oradea wieder und schloss sich dem Ligakonkurrenten FC Olt Scornicești an. Nachdem er in der Saison 1986/87 seinen Stammplatz verloren hatte, wechselte Crișan in der Winterpause zu Chimia Râmnicu Vâlcea, konnte aber dessen Abstieg am Saisonende nicht verhindern.
Im Jahr 1987 beendete er seine Laufbahn und wurde anschließend Trainer. Mit Aurul Brad schaffte er den Aufstieg in die Divizia B und mit AS Montefano den Aufstieg in die höchste Amateurklasse Italiens. Eine Zeit lang war er Co-Trainer der Jugendmannschaft von Universitatea Craiova. Unter Ilie Balaci war er zwei Monate lang Trainer der Jugendmannschaft von Al-Hilal in Saudi-Arabien. Zuletzt trainierte er AS Marmația Sighetu Marmației in der Divizia C.
Infolge seiner Alkoholkrankheit starb Crișan am 14. Oktober 2003 an Tuberkulose, die er lange Zeit nicht hatte behandeln lassen. Der 2008 in unmittelbarer Nähe des Ion-Oblemenco-Stadions eingeweihte Sportplatz wurde ihm zu Ehren „Arena Zoltan Crișan“ genannt.

### Nationalmannschaft
Crișan bestritt 46 Spiele für die rumänische Fußballnationalmannschaft und erzielte dabei vier Tore. Er debütierte am 4. Dezember 1974 im Freundschaftsspiel gegen Israel, als er zur Halbzeitpause für Mircea Lucescu eingewechselt wurde. Er gehörte dem Kader der Nationalmannschaft bis 1981 an, als er am 23. September 1981 im Rahmen der Qualifikation zur WM 1982 gegen Ungarn sein vorerst letztes Länderspiel bestritt. Im Jahr 1984 kehrte Crișan nach fast drei Jahren in die Nationalmannschaft zurück und kam zu seinem letzten Länderspieleinsatz am 11. April 1984 im Freundschaftsspiel gegen Israel.

## Erfolge und Auszeichnungen
- Rumänischer Meister: 1980, 1981
- Rumänischer Pokalsieger: 1977, 1978, 1981, 1983
- Halbfinale im UEFA-Pokal: 1983
- Verdienter Meister des Sports